# Естадио Бернабе Педросо
Естадио Бернабе Педросо (на испански: Estadio Benadet Pedrozo) е футболен стадион в Асунсион, Парагвай.
На него играе домакинските си мачове отборът на клуб „Силвио Петироси“.
Капацитетът му е 4200 зрители.